# Moraine (Ohio)
Moraine è un comune degli Stati Uniti d'America, situato nello stato dell'Ohio, in particolare nella contea di Montgomery.